# Erythrophleum couminga
Erythrophleum couminga är en ärtväxtart som beskrevs av Henri Ernest Baillon. Erythrophleum couminga ingår i släktet Erythrophleum och familjen ärtväxter. Inga underarter finns listade i Catalogue of Life.